# Maria Crowby
Maria Crowby (* 23. August 1940 auf Ifira, Kondominium Neue Hebriden; † 28. April 2020 in Neukaledonien) war eine Politikerin aus Vanuatu. Mit Motarilavoa Hilda Lini war sie die erste Abgeordnete des Landes.

## Leben
Maria Crowby wurde am 23. August 1940 auf der Insel Ifira geboren. Nach dem Besuch einer Krankenpflegeschule in Neukaledonien wurde sie Krankenschwester in Vanuatu, wo sie später selbst Krankenpfleger ausbildete. Von 1960 bis 1962 betreute sie die Apotheke in Forari. Im Jahr 1980 erhielt sie die Beförderung zur Chief Nursing Officer. Weiterbildungen absolvierte sie 1976 und 1977 in Bulgarien und Paris sowie 1984 in Melbourne. Im Jahr 1987 ging sie mit 29 Dienstjahren in den Ruhestand. Mit ihrem Ehemann führte sie daneben ein privates Geschäft.
Crowby wurde im November 1987 mit Hilda Lini als Abgeordnete für Port Vila in das Parlament von Vanuatu gewählt. Beide traten für die Union of Moderate Parties (UMP) an und waren die ersten weiblichen Abgeordneten. Anschließend leitete Crowby 1992 bis 1994 die Kommission für öffentliche Dienste. Im Juni 1995 wurde sie zur Friedensrichterin der Republik Vanuatu ernannt. Crowby and Lini warben 2001 und 2002 für Kandidatinnen für einen Sitz im Parlament und trainierten diese. Im Mai 2002 wurde Isabelle Donald zur dritten Abgeordneten des Inselstaats gewählt.
Maria Crowby starb am 28. April 2020 in Neukaledonien. Gracia Shedrack nahm als Sprecherin des Parlaments den in Vanuatu eingeflogenen Sarg entgegen. Am Staatsbegräbnis durften aufgrund der COVID-19-Pandemie nur Vizepremierminister Ishmael Kalsakau, der Oppositionsführer Marcellino Telukluk und wenige hochrangige Regierungsbeamte teilnehmen.

## Familie
Maria Crowby heiratete 1959 John Crowby und hinterließ neben ihrem Ehemann sechs Kinder, 34 Enkel und 78 Urenkel.